# Dimitrije Bašičević Mangelos
Dimitrije (Mića) Bašičević Mangelos (Šid, 14. travnja 1921. – Zagreb, 18. prosinca 1987.), hrvatski umjetnik, povjesničar umjetnosti, kritičar i kustos.
Pod pseudonimom Mangelos djelovao je kao umjetnik. Bio je jedan od osnivača grupe Gorgona. Djelovao je i kao promotor naivne i apstraktne umjetnosti. Autor je nekoliko knjiga i monografija te zbirki pjesama.

## Životopis
Rođen je u Šidu 14. travnja 1921. godine. Osnovnu školu pohađao je u rodnom selu, a gimnaziju u Srijemskoj Mitrovici, Srijemskim Karlovcima i Vukovaru. Zbog rata, zajedno s bratom i ocem bježi u Beč, gdje upisuje studij povijest umjetnosti i filozofije. Diplomirao je u Zagrebu, 1949. godine. Sve do 1960. godine radi kao asistent i kustos u Modernoj galeriji te u Arhivu za likovnu umjetnost.
Istovremeno, organizira brojne izložbe naivne umjetnosti u zemlji i inozemstvu, piše i objavljuje mnoge teoretske tekstove i likovne kritike. Zalaže se za afirmaciju apstraktne umjetnosti - suorganizator je prve jugoslavenske izložbe apstraktne umjetnosti Salona 54 u Rijeci. Godine 1956. priređuje retrospektivnu izložbu Milana Steinera.
Doktorirao je na Filozofskom fakultetu u Zagrebu 1957. godine s radom na temu „Sava Šumanović - život i djelo“. U to vrijeme piše tekstove za Enciklopediju likovnih umetnosti, te objavljuje knjige o Mirku Viriusu (1950.), Savi Šumanoviću (1960.) i Ivanu Generaliću (1962.).
Osnivanjem Galerije primitivne umjetnosti (danas Hrvatski muzej naivne umjetnosti), 1960. godine, Mangelos postaje njezinim prvim voditeljem. Godine 1964. zbog »slučaja Bosilj« podnosi ostavku. Od 1971. godine bio je na poziciji ravnatelja novoosnovanog Centra za film, fotografiju i televiziju. Sudjeluje u organizaciji Novih tendencija te u uredništvu časopisa Bit i Spot. Objavljuje tekstove o fotografiji i organizira više značajnih izložbi. Zadnje objavljene tekstove piše o najmlađoj generaciji likovnih umjetnika, a veliki dio njegovih tekstova ostaje neobjavljen. Godine 1982. odlazi u mirovinu. Nakon duže bolesti, preminuo je 18. prosinca 1987., u svojoj 66. godini, upravo kako je i predvidio u Šidskom manifestu.
Bio je značajna ličnost na hrvatskoj umjetničkoj sceni u drugoj polovici 20. stoljeća. Za života nije bio dovoljno priznat kao umjetnik jer ljudi nisu razumjeli njegov privatni "eksperiment" nazvan noart. Nakon njegove smrti javlja se velik interes za njegova umjetnička djela, više u inozemstvu nego u Hrvatskoj, i to ponajprije zahvaljujući Branki Stipančić koja se posvetila organiziranju njegovih izložbi diljem svijeta. Njegovi su radovi posmrtno izlagani u New Yorku, Londonu, Berlinu, Portu, Grazu, Barceloni, Kasselu i drugim gradovima, i to u najvećim muzejima svijeta kao što su Centre Pompidou, Moma i Tate Gallery. Dimitrije Bašičević Mangelos bio je značajni umjetnik i likovni kritičar te svojevrstan začetnik konceptualne prakse na području bivše Jugoslavije.

## Karijera

### Mića Bašičević kao kritičar i povjesničar umjetnosti
Dimitrije Bašičević javlja se kao jedan od sudionika na umjetničkoj se sceni isprva javlja kao likovni kritičar. Djeluje u Zagrebu od 1952. godine, kad se kritički osvrće na neke izložbe koje su u to vrijeme bile aktualne. Piše o izložbi suvremene francuske umjetnosti pod nazivom "Od Signaca do Buffeta", o retrospektivi slovenskih impresionista te o impresionizmu uopće, o Tartagli, o prvom nastupu Stančića i Vanište te o Račiću u jednom od tada ključnih tekstova "U tradiciji Josipa Račića".
Godine 1953. objavljuje svoj tekst "Jezik apstraktne umjetnosti" kojim podupire razvoj apstrakcije u Hrvatskoj. Istovremeno je podupirao i naivnu umjetnost, te zaključuje da je konačno pronašao  "spontani način izražavanja". U tom duhu organizira izložbu svome ocu koji se krio pod pseudonimom Ilija Bosilj kako se ne bi saznalo da je seljak s nižim obrazovanjem jer bi u tom slučaju ljudi drugačije gledali na njegova djela. Došlo je do razotkrivanja jer su pomislili kako je sam Mangelos naslikao ta djela pa je njegov otac morao pred komisijom slikati i dokazivati autorstvo djela prikazanih na izložbi.
U ranim 60-im godinama polako napušta likovnu kritiku. Sve je manje pisao predgovore u katalozima. Kada ih je pisao, oni su sve više podsjećali na njegovu antipoeziju, a kasnije na njegove manifeste.
U sedamdesetim godinama Dimitrije Bašičević kao kustos prati konceptualnu i medijsku umjetnost, posebno fotografiju. Paralelno s aktivnosti likovnog kritičara i kustosa zagrebačkih muzeja i galerija, godinama je razvijao svoju teoriju i stvarao umjetnička djela koja on sam tada nije smatrao umjetničkima.

### Mangelos kao umjetnik
Mangelosova umjetnička djelatnost počinje već u gimnaziji: piše poeziju i kratke prozne tekstove. Nešto od toga objavio je poslije rata pod pseudonimom. Vrlo je rano izabrao jezik kao sredstvo svog izražavanja. To ga je oslobodilo tradicionalnog umjetničkog promišljanja, ali je zbog toga dugo godina ostao potpuno izoliran i neprihvaćen. Slovo i tekst nisu domena likovnog umjetnika, stoga je i sam Mangelos, koji je radio kao kustos, držao svoju umjetničku aktivnost u privatnosti. Reduciranjem izražajnih sredstava na govor i pisanje te filozofsko promišljanje blizak je konceptualizmu. Opirao se svemu što se činilo iscrpljeno i prevladano te je pronašao autentičan način izražavanja i specifičan prostor slobode koji je nazvao: noart.
U pedesetim godinama nastaju prvi radovi (Paysages, Tabula rasa, Alphabet, Nostories, grafikoni, Negation de la peinture, Pythagore) koje i kasnije opsesivno ponavlja. Ti radovi, na različitim jezicima i pismima, oponašaju formu krasopisom ispisane školske tablice. Kao podlogu koristi različite materijale: daske, papire, bilježnice, knjige, globuse.
Prva serija radova bili su Paysages. To su pejzaži smrti njegovih prijatelja koje je upisivao u svoje školske bilježnice za vrijeme Drugog svjetskog rata. "…počeo sam između tih redaka beležiti smrti. Svaku vest o nepovratnom odlasku suseda, prijatelja, rođaka, poznatih, zabeležio sam s malo crnila, mrlja crne boje između redaka…". Ti pejzaži nisu bile apstraktne slike nego simbolički crteži označeni potezom kista i riječju.
Kasnije, sjećanje na rat se pretvorilo u nihil i počele su nastajati Tabule rase. Crni pravokutnici s Pejzaža sada su postali Tabule rase. Želio je zaboraviti sve od prije i krenuti ispočetka. Ali ubrzo je uveo element "školske tablice". Uvođenjem elementa školske tablice na kojoj najprije počinje ispisivati slova abecede, Mangelos simbolički počinje ispočetka. U tablice je ispisivao slova čitave abecede glagoljice, latinice, ćirilice, grčkog alfabeta. Osim novog početka, uz tabulu rasu vežemo i motiv negacije slikarstva. Kako je sam rekao, nastojao je "sliku negirati čineći je od reči. Reč negirati slikajući je."
Slova su imala vizualnu kvalitetu, a tome se zapravo čitavo to vrijeme odupirao. Najviše je volio koristiti slova glagoljice pa je tom pismu posvetio nekoliko knjiga (Alfabet [gl.] te Alphabet - gl. i Az).
Nakon istraživanja elementarnosti dolazi razdoblje u kojem nastaju serije Pythagora. Mangelos se referira na Pitagoru pozivao se na racionalne elemente i mišljenje koje je u sukobu s iracionalnim i osjetilnim elementima prisutnim u umjetnosti. Trokutima i kvadratima odaje hommage Pitagori u knjižici Pythagora 2.
Još jedan u nizu načina negiranja slike je i serija Antipeinture. S natpisima negation de la peinture te antipeinture ispisanim ispod prekriženih ili precrnjenih reprodukcija slika iz različitih perioda i stilova, Mangelos nastavlja niz negacija koji je započeo Duchamp. Tako djelom Antihommage Račić kritizira hrvatsku povijest umjetnosti 20. stoljeća jer svojim najboljim primjercima kasni za svjetskim tokovima.

## Noart
Pseudonim Mangelos koristi za svoj »privatni eksperiment, noart«. Sam je rekao da je izvorište njegovog noarta u Paysages de la mort, a globus Paysages of al capone njegov prvi antiumjetnički primjerak.
Na zamolbu Gorana Petercola napisao je tekst Uvod u noart. U njemu donekle objašnjava svoje umjetničko djelovanje. Paysage de la morte naslovljava trijumfom instinkta, a Paysages de la guerre trijumfom rata. Zatim se dotiče filozofskih tema koje označava kao trijumf sumnje. Sljedeća faza noarta je obračun sa samim sobom. U tu fazu svrstava no stories i antipeinture. Potom se "bori" protiv stava da je umjetnost mišljenje. I naposljetku zaključuje da nije potrebno igrati se noarta i njegova "speakera" (tumača)  te da je to ipak privatni program. A autor je postao profesionalno deformiran i nedosljedan.
Svjestan je bio svoje nedosljednosti i kada kaže: "ja se s jedne strane borim protiv slika, a stvaram od slova slike. Htio sam se boriti protiv iracionalnog djela onog kojeg je nosila slika sa sobom, smatrajući da ću ga sa slovom koje je element racionalnog mišljenja, da ću ga time negirati." Njegova negirana umjetnost - noart - zapravo postaje art.
Isto tako na primjeru školske tablice s natpisom TABULA RASA JE MOJA ŠKOLSKA TABLICA, riječ proturječi slici. Ploča nije neispisana kao što nas tekst želi uvjeriti. To je samo jedna od kontradikcija. Na isti način piše i pjesme, s jedne strane negira a s druge objavljuje. Piše antifone i misli da razgrađuje poeziju, ali to je zapravo bila pjesma. Tako i slika antipeinture, što na kraju jest slika.

## Gorgona
Iako je radio samostalno i izolirano, Mangelos se kretao u krugu male skupine prijatelja, kolega umjetnika i povjesničara umjetnosti koji su zajedno činili neformalnu grupu Gorgona. Grupa koju su činili slikari Josip Vaništa, Julije Knifer, Marijan Jevšovar i Đuro Seder, povjesničari umjetnosti Radoslav Putar, Matko Meštrović i Dimitrije Bašičević Mangelos, kipar Ivan Kožarić i arhitekt Miljenko Horvat, počela se okupljati tijekom 1959. godine u atelijeru Josipa Vanište u Križanićevoj 11 u Zagrebu. Njihovo druženje uskoro je dobilo ime - Gorgona, i to upravo prema Mangelosovoj pjesmi Gorgona, tiskanoj 1959. Godine u mapi Eulalija (s ilustracijama Matije Skurjenija. Međusobno su si slali poštom citate iz filozofije, književnosti i umjetnosti koji su odražavali duh Gorgone. Išli su u duge šetnje te vodili razgovore u prirodi gdje su razvijali različite oblike umjetničkog komuniciranja.
Uz samostalne radove, članovi grupe vodili su u Zagrebu prostor za izlaganje Studio G te izdavali antičasopis Gorgona. Od 1961. do 1966. godine izašlo je jedanaest brojeva časopisa. Svaki je broj bio djelo jednog umjetnika, zamišljeno za format u kojem se tiskao, pri čemu su dolazili do izražaja radikalnost sadržaja i svijest.
Mangelos je predložio da se jedan broj preskoči i da to bude njegov nepostojeći časopis, no ideja nije realizirana pa je on od Vaništine Gorgone no. 1 napravio Gorgonu no. 0, i to tako da je "precrnio 9 fotografija izloga pravokutnim poljima s asocijacijom na Tabulu rasu i Negation de la peinture."
Kasnije je nekoliko svojih nostories objavio u časopisu umjetnika a no. 6. Časopis je funkcionirao po istom principu: posvećen samo jednom umjetniku, izdavao ga je slikar Ivan Picelj. Mangelos je nakon objavljivanja prokomentirao da je "m[angelos] no. 6, objavio kod Picelja ono što nije hteo u «gorgoni»…"
Mangelos nije izlagao u okviru Gorgone te njegova djelatnost u grupi nije vidljiva. Bojao se da bi, kad bi izlagao svoje radove, izašao iz privatne sfere. Branka Stipančić naglašava da se Mangelos samo djelomično doticao Gorgone te da je njegov opus ipak prvenstveno Mangelos - opus, a ne Gorgona - opus.
Godine 1966., nakon Vaniština "Referenduma" koji je bio poziv gorgonašima da se izjasne o tome hoće li se i dalje sastajati, grupa Gorgona je prestala s djelovanjem.

## Manifesti
Manifesti dolaze na kraju opusa i sažimaju njihovu energiju. Radio ih je na svim dotada isprobanim materijalima i podlogama. U mnogima od njih Mangelos je na duhovit način afirmirao svoje teze o razvoju društva i nerazvoju umjetnosti, odnosno krizi i smrti umjetnosti, pa se mogu iščitati kao promišljena i lucidna kritika društva. Najpoznatiji od njih su manifest manifestah, manifest o Picassu, manifest šidski te manifest o njegovom psu Alfi (α) koji je zataknuo psu za ogrlicu.

## Datiranje djela kao umjetnički projekt - Shid theory
Prema Mangelosovu kasnijem datiranju svojih djela, koje je određivao poprilično neprecizno i u različitim varijantama (najčešće stavljajući rani datum kada je došao do ideje za rad, a ne datum njegove realizacije), tijekom 50-ih godina nastala je većina njegovih Paysagesa, Tabula rasa, Pythagora, Antipeinture,  prebojanih knjižica sa slovima i riječima, itd. No to nije sigurno jer su sva njegova umjetnička djela bila u privatnosti do 1964. godine. Kasnije se ispostavilo da je pojedine cikluse antidatirao. Također je datirao radove u budućnosti.
Prvu biografiju napisao je za katalog izložbe Gorgona u Galeriji suvremene umjetnosti u Zagrebu 1977. godine. Tada je podijelio svoj život na 8 Mangelosa i smjestio svoje radove u te cikluse. Prema "bio-psihološkoj teoriji", po kojoj je datirao svoje radove, svakih sedam godina stanice u ljudskom organizmu potpuno se izmijene te se tako u istom biću nalazi nekoliko sasvim različitih osoba (npr. dva Rimbauda, tri Van Gogha…) Kasnije za katalog samostalne izložbe u Beogradu daje podatke o 9 Mangelosa te dodaje popis radova od kojih je neke datirao. Za nekoliko kataloga dao je različite podatke pa je tako u jednom izračunao i 10 Mangelosa.
Mangelos umire u 66. godini života, kako je i predvidio u Šidskom manifestu iz 1978. godine. U njemu dijeli svoj život na 9 i pol Mangelosa te na kraju navodi godinu svoje smrti. Kako navodi Branka Stipančić u knjizi Mangelos no. 1- 9 ½: "Mangelos no. 1 bio je seosko dijete u Šidu; Mangelos no. 2 učenik osnovne škole i gimnazije; Mangelos no. 3 ispisivao je u đačkim bilježnicama svoje pjesme i crnim kvadratima bilježio sjećanja na poginule prijatelje u ratu koje kasnije naziva Paysages de la mort i Paysages de la guerre; Mangelos no. 4 ispisuje u precijenjenim knjigama Abecede i studira povijest umjetnosti. Mangelosi no. 5 i 6 su već duboko u sferi umjetnosti slikaju Tabule rase, Paysagers, Antipeinture, Pythagore, Nostories, itd. te sudjeluju u radu neoavangardne grupe Gorgona čiji radikalni projekti nastaju na pozicijama antiumjetnosti. Mangelosi no. 7, no. 8, no. 9 i no. 9 i pol formuliraju teorije o umjetnosti, kulturi i civilizaciji pišući ih u bilježnicama i rokovnicima, na tablama i globusima."

## Samostalne izložbe
Prvu samostalnu izložbu Fenomen Picasso održao je na Tribini mladih u Novom Sadu 1972., a ime je dobila glavnim radovima - ciklusu o Picassu. Tu dominira Mangelosova umjetnička teorija o «mašinskoj civilizaciji» i «funkcionalnom mišljenju» i ulozi umjetnosti u tom kontekstu. U manifestu uspoređuje Guernicu sa slikarijama iz Altamire i kaže da slikaju na "način iste prirode - ručnoradne." Ali i sam se u svojim radovima kistom zadržao u toj, kako ju sam naziva, ručnoradnoj sferi.
Ohrabren podrškom mlađih konceptualnih umjetnika počeo je češće izlagati. Svoje brojne manifeste "o stroju, o funkcionalnom mišljenju, o umjetnosti, o energiji, o nagonu, o mišljenju, o osjetu orijentacije, o društvu bez umjetnosti, o svijesti, o memoriji, o fotografiji" na papirima, tablama, globusima i bilježnicama izlaže na samostalnoj izložbi Manifesti 1978. u atelijeru Toše Dabca. Iste godine posvećuje Shid - theory samostalnu izložbu u Podroomu. Na toj izložbi, osim izlaganja 9 ½ Mangelosa, pomoću globusa označava i faze drugih umjetnika poput Rimbauda, Krleže...
Za života radi još 2 izložbe u Zagrebu, Mangelos no. –9 Energija u Galeriji Dubrava 1979. te posljednju Mangelos no.1- 9 –Retrospektiva u Galeriji proširenih medija 1981. godine, na kojoj nije pokazao pregled svojih djela nego samo jedan rad - tablicu na kojoj je kredom napisao noart. Konačna umjetnička afirmacija omogućena je velikim retrospektivnim izložbama u Beogradu i Zagrebu (1986.). Nakon njegove smrti, 1988. organiziran je u Galeriji proširenih medija okrugli stol o Bašičevićevu opusu i prvi put objavljen značajan broj tekstova (Quorum br. 1/1989). Postumno je do danas održano još desetak izložbi u Zagrebu, Ljubljani, Šidu, Berlinu, New Yorku...
Od grupnih izložbi, kojih je bilo mnogo i za njegova života i kasnije, istaknula bih samo retrospektivnu izložbu Gorgone iz 1977. godine jer su tamo prv put izloženi njegovi rani radove.

## Izdvojena djela
- Paysage de la mort, m. 4 (1942. – 1944.)
- Paysage de la guerre, m.8 (1971. – 1977.)
- Paysage of Al Capone (1952.)
- Les paysages de tabula rasa (1953.)
- Homage a Pythagora (1953.)
- Antipeinture, m.5 (1951. – 1956.)
- Negation de la peinture, m.5 (1951. – 1956.)
- Antihommage (Račić Josip) m.5 (1951. – 1956.)
- Shid - theory (no art), (1978.)

## Vanjske poveznice
- Dimitrije Bašičević Mangelos website  Arhivirana inačica izvorne stranice od 27. veljače 2021. (Wayback Machine)
- Virtualni muzej avangarde – Dimitrije Bašičević Mangelos
- Fond Ilija & Mangelos  Arhivirana inačica izvorne stranice od 2. lipnja 2013. (Wayback Machine)
- Jergović, Miljenko. Afera Bosilj: Nema zemlje za Iliju, 9. listopada 2010.